# Esercito di Liberazione della Terra
L'Esercito di Liberazione della Terra (in lingua inglese Earth Liberation Army, ELA), è il nome del collettivo di individui o gruppi anonimi ed autonomi che usano il sabotaggio economico e la guerriglia per fermare lo sfruttamento e la distruzione dell'ambiente naturale.

## Storia
Il nome fu usato per la prima volta in Canada, nel 1995. L'ELA è anche un movimento senza leader, il primo gruppo non ha pubblicato nessuna linea guida. Gli ELA sono considerati eco-terroristi dai governi, e sono anche noti per essere attivi anche negli Stati Uniti d'America.

## Origini e filosofia
Prima che le azioni ELF si svolgessero in America del Nord un anno dopo, le ELA furono le prime a perseguire un'azione di Liberazione della Terra, avvenuta nel 1995, in Canada. A causa dell'ondata di azioni ELF che si stavano verificando in tutta Europa, all'epoca gli ELF europei erano considerati cugini transatlantici, a causa della somiglianza del modus operandi. La prima azione fu il 19 giugno 1995, quando le persone che affermavano di far parte dell'ELA incendiarono un museo della fauna selvatica e danneggiarono un capanno da caccia nella Columbia Britannica.

## Azioni
Il nome non era comunemente conosciuto dagli attivisti ambientalisti fino al 1998, quando l'ELA rivendicò l'incendio a Vail Resorts che danneggiò gravemente il resort nelle Montagne Rocciose del Colorado, causando danni per 12 milioni di dollari.